# Kolona
 Ovo je glavno značenje pojma Kolona. Za otok uz zapadnu obalu Istre pogledajte Kolona (otok).
Kolona je niz od najmanje tri vozila, osim bicikla, traktora, radnog stroja i zaprežnog vozila, koja su zaustavljena na cesti ili se kreću istom prometnom trakom u istom smjeru, pri čemu su brzina kretanja vozila i postupci vozača međusobno uvjetovani i između kojih ne može bez ometanja ući drugo vozilo.